# Martini (cognome)
Martini è un cognome di lingua italiana.

## Varianti
Martino, Martina, Martin, Martinis, De Martino, De Martini, De Martinis, Di Martino, Martincich, Martincic, Martinovich, Martinelli, Martinetti, Martinoli, Martinolli, Martinotti, Martinuzzi, Martinoni, Martignoni, Martignone, Martignon, Martinati, Martinato, Martinenghi, Martinengo.

## Origine e diffusione
Deriva dal prenome maschile Martino, con il quale condivide origine e significato.
Ventottesimo cognome italiano per diffusione, è portato da circa 9.000 famiglie ed è presente quasi esclusivamente nelle regioni centrosettentrionali, in particolare Toscana, Veneto, Lazio ed Emilia-Romagna.
Più diffusa è la variante Martinelli, ventiseiesimo cognome italiano per frequenza e portato da circa 9.000 famiglie, presente soprattutto nell'Italia centrosettentrionale, in particolare Lombardia, Toscana ed Emilia-Romagna, mentre invece la sua variante Martino, portata come cognome da oltre 6.500 famiglie italiane, è molto presente nelle regioni meridionali, come Campania, Calabria e Puglia.

## Persone
- Luigi Martini, avvocato e politico italiano (Monteu da Po, n. 1838 - Torino, † 1894)
- Placido Martini, avvocato italiano (Monte Compatri, n. 1879 - Roma, † 1944)